# Verzar
Verzar (cyr. Верзар) – wieś w Serbii, w okręgu pirockim, w gminie Dimitrovgrad. W 2011 roku liczyła 1 mieszkańca.